# Ataque do Hamas a Israel em 2023
Os ataques de 7 de outubro de 2023 a Israel, ou simplesmente ataques de 7 de outubro, foram uma série de atentados coordenados e conduzidos pelo grupo militante islâmico palestino Hamas, da Faixa de Gaza, às áreas fronteiriças do sul de Israel, na manhã de sabá, data de vários feriados judaicos. Os ataques marcaram o início da guerra Israel-Hamas de 2023, quase exatamente cinquenta anos após o início da Guerra do Yom Kippur, em 6 de outubro de 1973. O Hamas e outros grupos armados palestinos nomearam os ataques como Operação Dilúvio de Al-aqsa (em árabe: عملية طوفان الأقصى, translit. ʿamaliyyat ṭūfān al-ʾAqṣā). Em Israel são chamados de Sábado Negro (em hebraico:  השבת השחורה) ou Massacre de Simchat Torá (em hebraico:  הטבח בשמחת תורה).
Os ataques começaram no início da manhã com o lançamento de cerca de 4 300 foguetes contra Israel (disparados de mil equipes dentro de Gaza) e incursões de militantes em parapentes e transportados por veículos motorizados em território israelense. Num período de dois dias, cerca de 6 000 militantes palestinos romperam a barreira Gaza-Israel, visando matar civis nas comunidades israelenses vizinhas e atacando bases militares. Num único dia, mais de 1 mil civis israelenses e mais de 350 soldados e políciais israelenses foram mortos em cidades próximas, kibutzim, bases militares e num festival de música perto de Re'im. Cerca de 200 civis e soldados israelenses foram levados como reféns para a Faixa de Gaza, dos quais o número de crianças sequestradas é de cerca de 30.
Pelo menos 44 nações, a maioria ocidentais, denunciaram o ataque como terrorismo, enquanto países árabes e muçulmanos, incluindo Qatar, Arábia Saudita, Kuwait, Síria, Irã e Iraque, culparam Israel pelo ataque. O dia foi descrito por vários meios de comunicação e políticos, como o presidente dos EUA, Joe Biden, como o mais sangrento da história de Israel e o mais mortal para os judeus desde o Holocausto.

## Contexto
Este ataque foi o primeiro grande confronto entre o Hamas e os israelenses desde a crise Israel-Palestina de 2021, embora tenha havido conflitos menores. Uma fonte anônima "próxima ao Hamas" afirmou que o Hamas reduziu a atividade militar em um esforço deliberado para enganar Israel fazendo-o acreditar que o Hamas não era uma ameaça. Mohammed Deif, comandante do ataque, chamou a operação de "Dilúvio de Al-Aqsa" em referência aos confrontos de Al-Aqsa de 2022, nos quais a polícia israelense invadiu uma mesquita após confrontos entre palestinos e a polícia.

### Preparações do Hamas

Em vermelho, regiões de Israel onde ocorreram ataques dos Palestinos ainda em 7 de outubro de 2023.

Os militantes do Hamas prepararam-se em pelo menos seis campos de treino em toda a Faixa de Gaza durante dois anos antes do ataque. Isto envolveu a realização de práticas de tomada de reféns, assalto a falsos assentamentos israelenses e treinamento com parapentes motorizados. O porta-voz das Forças de Defesa de Israel (IDF), tenente-coronel Jonathan Conricus, afirmou que tais instalações de treinamento "não eram novidade" e que Israel "atingiu muitas áreas de treinamento ao longo dos anos nas diferentes rodadas de escalada". Documentos posteriormente encontrados sobre militantes mortos do Hamas revelaram um extenso estudo de comunidades e bases militares e a intenção de infligir o maior número de vítimas civis e capturar o maior número possível de reféns.
De acordo com uma reportagem do The Wall Street Journal, nas semanas anteriores ao ataque, 500 membros do Hamas e da Jihad Islâmica Palestina participaram de treinamento de combate no Irã liderado pelo Corpo da Guarda Revolucionária Iraniana e com a presença de seu comandante da Força Quds, Esmail Qaani. O Journal também informou que numa reunião em Beirute, no dia 2 de Outubro, cinco dias antes do ataque, os responsáveis de segurança iranianos "deram luz verde" ao ataque.
No início de Setembro de 2023, Israel decidiu proibir as exportações de bens comerciais de Gaza durante vários dias devido a tentativas de contrabando de explosivos. Mais tarde, em meados de Setembro, as autoridades israelenses encontraram 16 toneladas de material utilizado para a produção de foguetes num carregamento que se dirigia para Gaza vindo da Turquia. O Hamas disse que Israel estava mentindo.
A rede de túneis, serve o Hamas para armazenamento, movimentação e comando. O Hamas usou linhas telefônicas com fio dentro dos túneis para comunicação secreta durante dois anos, evitando a inteligência israelense. Isto permitiu um ataque surpresa bem-sucedido a Israel, com planos específicos divulgados pouco antes da operação, apanhando as agências de inteligência desprevenidas.

## Ataques

### Lançamento de foguetes e drones

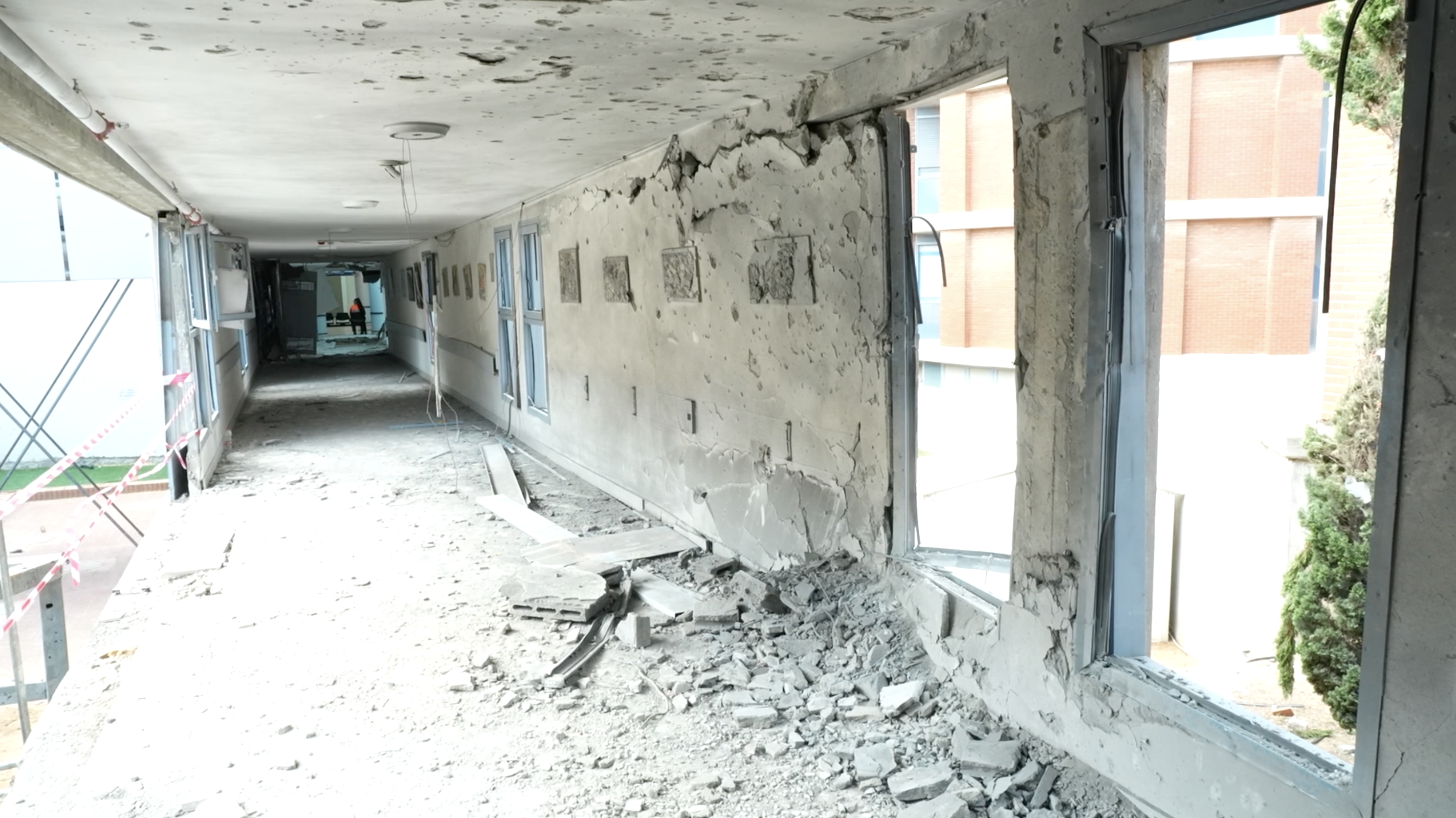
Destruições causadas por um foguete do Hamas namaternidade de um hospital no sul de Israel, durante o ataque liderado pelo Hamas

Por volta das 6h30 (UTC+3) no sábado, 7 de outubro de 2023, O Hamas anunciou o início da operação, afirmando que havia disparado mais de 5.000 foguetes da Faixa de Gaza contra Israel em um período de 20 minutos. Fontes israelenses relataram que pelo menos 3.000 projéteis foram lançados de Gaza. Pelo menos cinco pessoas morreram nos ataques com foguetes. Explosões foram relatadas em áreas ao redor da Faixa e em cidades em Sharon, incluindo Gedera, Herzliyya, Tel Aviv e Ashkelon.
O Hamas lançou um apelo às armas, com o comandante militar sênior Mohammad Deif apelando aos "muçulmanos de todo o mundo para lançarem um ataque". Militantes palestinos também abriram fogo contra barcos israelenses ao largo da Faixa de Gaza, enquanto eclodiram confrontos entre palestinos e as Forças de Defesa de Israel na seção oriental da cerca do perímetro de Gaza.

### Incursões no sul de Israel

Mapa da situação aproximada em 7–8 de outubro de 2023

Simultaneamente, cerca de 2,9 mil militantes palestinos infiltraram-se em Israel a partir de Gaza usando caminhões, picapes, motocicletas, escavadeiras, lanchas e parapentes motorizados. Imagens e vídeos pareciam mostrar militantes fortemente armados e mascarados, vestidos com uniformes pretos, dirigindo picapes e abrindo fogo em Sderot, matando dezenas de civis e soldados israelenses e incendiando casas. Outros vídeos pareciam mostrar israelenses feitos prisioneiros e um tanque israelense em chamas, bem como militantes dirigindo veículos militares israelenses. De acordo com documentos recuperados dos corpos de militantes mortos, os militantes foram instruídos a atacar populações civis, incluindo escolas primárias e um centro juvenil, para "matar o máximo de pessoas possível" e fazer reféns para utilização em futuras negociações. Os militantes estavam preparados para diferentes contingências, como matar todos os reféns, incendiar casas e outras propriedades ou usar reféns como escudos humanos. Alguns dos militantes usaram câmeras corporais para registrar os atos, provavelmente para fins de propaganda. Uma nota encontrada no corpo de um dos militantes mortos afirmava que “o inimigo é uma doença que não tem cura, a não ser decapitar e retirar corações e fígados”.

#### Relatos iniciais
Na manhã do ataque, um porta-voz militar israelense afirmou que os militantes de Gaza haviam entrado em Israel através de pelo menos sete locais e invadido quatro pequenas comunidades rurais israelenses, a cidade fronteiriça de Sderot e duas bases militares terrestres e marítimas. A mídia israelense informou que sete comunidades ficaram sob o controle do Hamas, incluindo Nahal Oz, Kfar Aza, Magen, Be'eri e Sufa. Foi relatado que a passagem de Erez ficou sob o controle do Hamas, permitindo que os militantes entrassem em Israel a partir de Gaza.
Mais tarde, foi relatado que o Hamas assumiu o controle da base e capturou vários soldados israelenses antes que as FDI recuperassem o controle no final do dia. A base teria sido o local de operações de vigilância e drones das IDF. O Hamas teria postado vídeos de soldados israelenses mortos na base. A delegacia de polícia de Sderot teria ficado sob controle do Hamas, com militantes matando 30 israelenses, incluindo policiais e civis.

#### Ataques posteriores

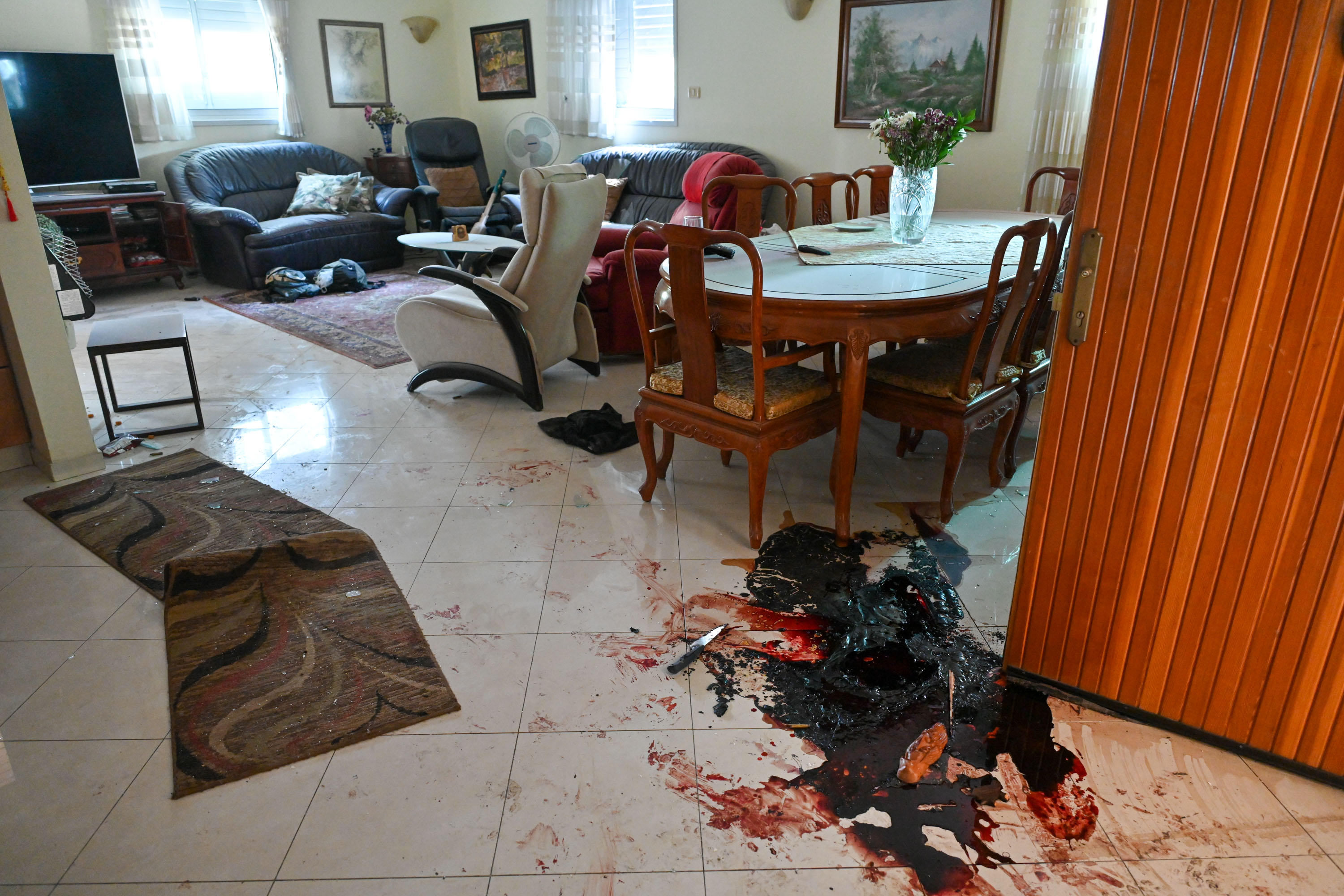
Mancha de sangue em uma casa no kibbutz de Be'eri

A partir das 6h30 da mesma manhã, um massacre ocorreu num festival de música ao ar livre perto de Re'im, resultando em pelo menos 270 mortos e muitos outros desaparecidos. Testemunhas relataram que militantes em motocicletas abriram fogo contra os participantes em fuga, que já estavam se dispersando devido ao lançamento de foguetes que feriu alguns participantes; alguns também foram feitos reféns. Militantes mataram civis em Nir Oz, Be'eri e Netiv HaAsara, onde fizeram reféns e incendiaram casas, bem como em kibutzim ao redor da Faixa de Gaza. 200 civis foram mortos no massacre de Kfar Aza, 108 no massacre de Be'eri e 15 pessoas no massacre de Netiv HaAsara.
Nir Am foi atacada, mas nenhum residente foi ferido. Inbal Rabin-Lieberman, a coordenadora de segurança de 25 anos, ao lado de seu tio Ami, liderou uma turma de guarda que matou vários militantes que tentavam se infiltrar em uma granja próxima. Eles dissuadiram com sucesso o resto dos militantes invasores de entrar na comunidade.

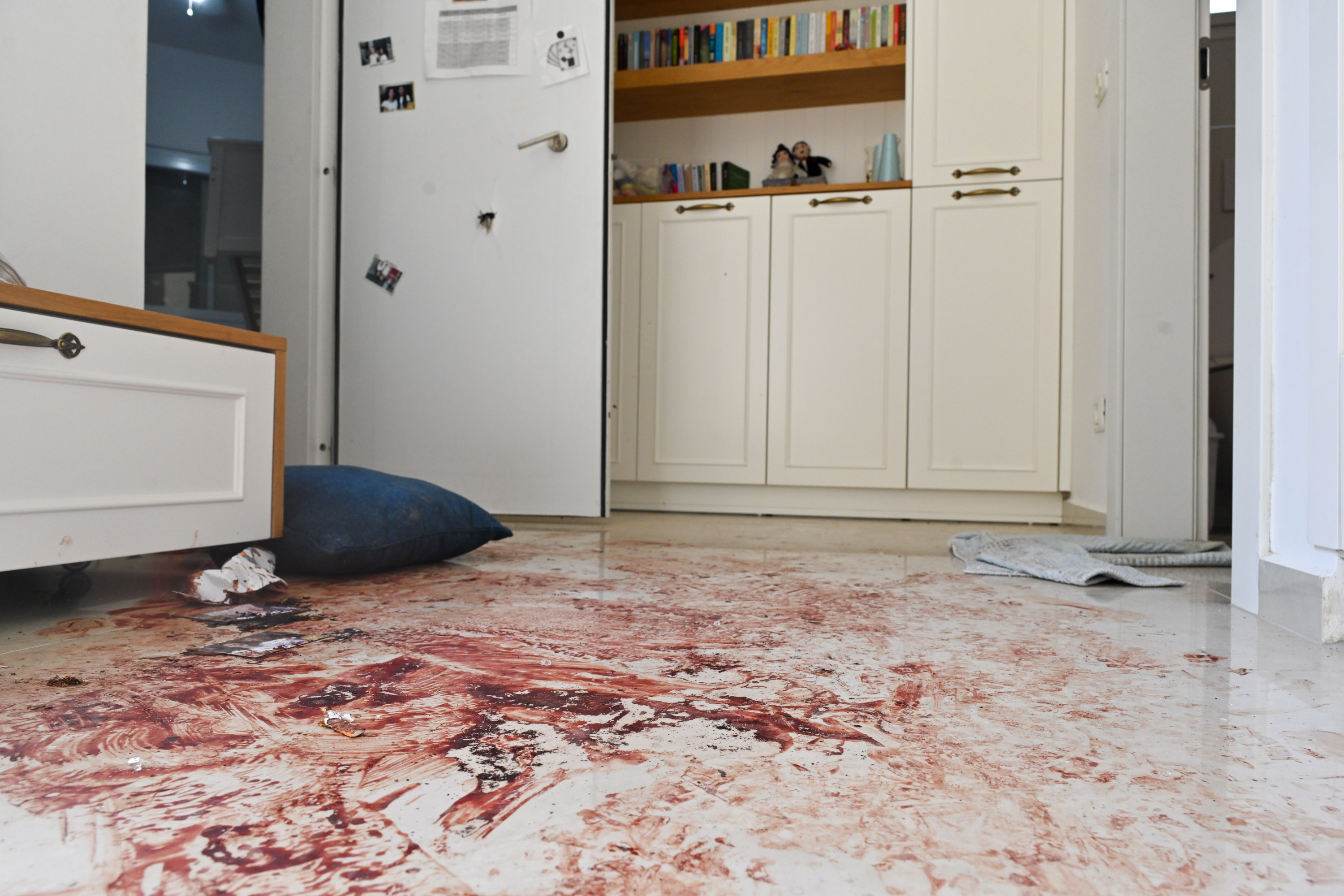
Chão de uma casa manchado de sangue após o massacre de Nahal Oz, em Israel, em 7 de outubro.

Outros militantes do Hamas realizaram um desembarque anfíbio em Zikim. Fontes palestinas afirmam que a base militar israelense local foi invadida.

#### Reféns

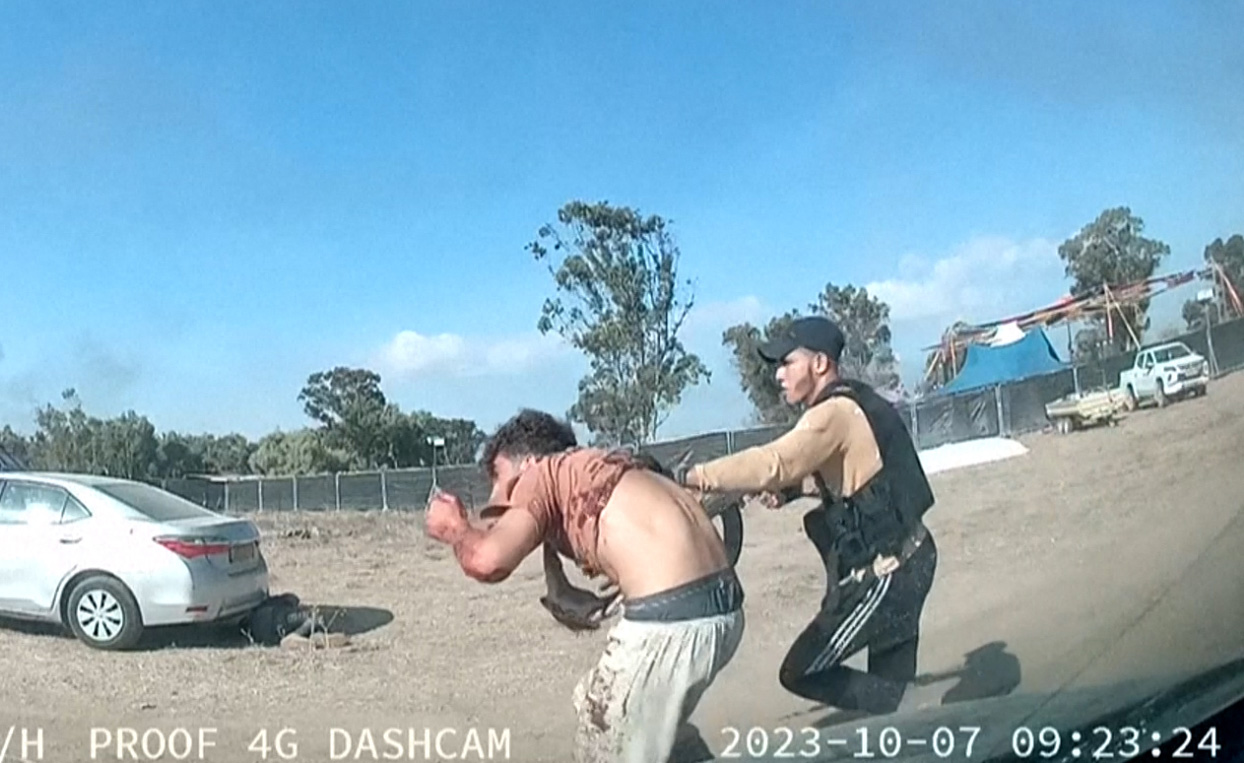
Militante sequestrando um homem durante o massacre no festival de música de Re'im que deixou pelo menos 360 pessoas mortas e outras feitas reféns

Vários reféns foram levados de volta para Gaza. Em 16 de outubro, o Hamas afirmou ter mantido 250 reféns. O Hamas disse que fez prisioneiros para forçar Israel a libertar os seus prisioneiros palestinos. Houve relatos de militantes matando ou sequestrando animais de estimação de famílias.

#### Organizações participantes e apoiantes
Além do Hamas, vários grupos militantes palestinos manifestaram o seu apoio à operação. O braço armado da Frente Democrática secular-socialista para a Libertação da Palestina (FDLP) confirmou a sua participação na operação através do seu porta-voz militar Abu Khaled, dizendo que tinha perdido três combatentes em combate com as FDI.
A FPLP, outro grupo militante socialista palestino, e o grupo Lions' Den expressaram seu apoio à operação e declararam estado de alerta máximo e mobilização geral entre suas tropas, e as Brigadas Abu Ali Mustafa (braço armado da FPLP) publicaram vídeos dela atacando Torres de vigia israelenses.

## Vítimas
O dia é considerado o mais sangrento da história de Israel e o mais mortal para os judeus desde o Holocausto.
Pelo menos 1 139 israelenses foram mortos,  incluindo 1.033 civis,  275 soldados  e 58 policiais. O ataque deixou mais de 3.400 feridos, e 247 soldados e civis feitos reféns. Em 19 de outubro de 2023, as autoridades israelenses relataram mais 100 a 200 desaparecidos. As vítimas israelenses incluem cerca de 70 árabes israelenses. Em 7 de Outubro, mais de 100 civis foram mortos no massacre de Be'eri, incluindo mulheres e crianças; e mais de 270 participantes foram mortos num festival de música em Re'im. Até 10 de outubro, mais de 100 pessoas foram mortas no massacre de Kfar Aza, sendo o número total de mortos desconhecido. Nove pessoas foram mortas a tiros em um ponto de ônibus em Sderot. Pelo menos quatro pessoas foram mortas em Kuseife.[carece de fontes?] Pelo menos 400 vítimas foram relatadas em Ashkelon, enquanto outras 280 foram relatadas em Berseba, 60 das quais estavam em estado grave.[carece de fontes?] No norte, foram relatados ferimentos causados por ataques de foguetes em Tel Aviv.
O ex jogador do Hapoel Tel Avivn, Lior Asulin, estava entre os mortos no massacre do festival de música de Re'im. O comandante da polícia de Rahat, Jayar Davidov, também foi morto. As IDF confirmaram que 247 dos seus soldados foram mortos. Entre os mortos confirmados estavam o coronel Yonatan Steinberg, comandante da Brigada Nahal, morto perto de Kerem Shalom; Coronel Roi Levy, comandante da unidade Multidimensional "Ghost", que foi morto perto do kibutz Re'im; e o tenente-coronel Eli Ginsberg, comandante da Escola da Unidade de Contraterrorismo LOTAR. O vice-comandante druso da 300ª Brigada Regional "Baram", tenente-coronel Alim Abdallah, foi morto em combate junto com outros dois soldados enquanto respondia a uma infiltração do sul do Líbano em 9 de outubro.
Pelo menos 247 israelenses foram feitos reféns pelo Hamas e transportados para a Faixa de Gaza. Em 8 de Outubro, a Jihad Islâmica Palestiniana afirmou manter pelo menos 30 em cativeiro. Vídeos de Gaza pareciam mostrar pessoas capturadas, com residentes de Gaza aplaudindo caminhões que transportavam cadáveres. Posteriormente, foi relatado que quatro cativos foram mortos em Be'eri, enquanto o Hamas afirmou que um ataque aéreo das FDI em Gaza em 9 de outubro matou quatro cativos. Entre os que se acredita terem sido raptados estava Vivian Silver, uma ativista pela paz e antiga membro do conselho da organização de direitos humanos B'Tselem, que desapareceu após o ataque a Be'eri. O fotógrafo de Yedioth Ahronoth, Roy Edan, foi dado como desaparecido e provavelmente capturado ao lado de seu filho em Kfar Aza. Sua esposa foi morta e dois de seus filhos conseguiram se esconder em um armário até serem resgatados. O corpo de Edan foi identificado dez dias depois como uma das vítimas do massacre de Kfar Aza. Em 11 de Outubro, as Brigadas Qassam do Hamas divulgaram um vídeo que parecia mostrar a libertação de três reféns, nomeadamente uma mulher adulta e duas crianças, numa área aberta perto de uma cerca. Israel considerou o vídeo "teatral".

### Tortura e mutilação

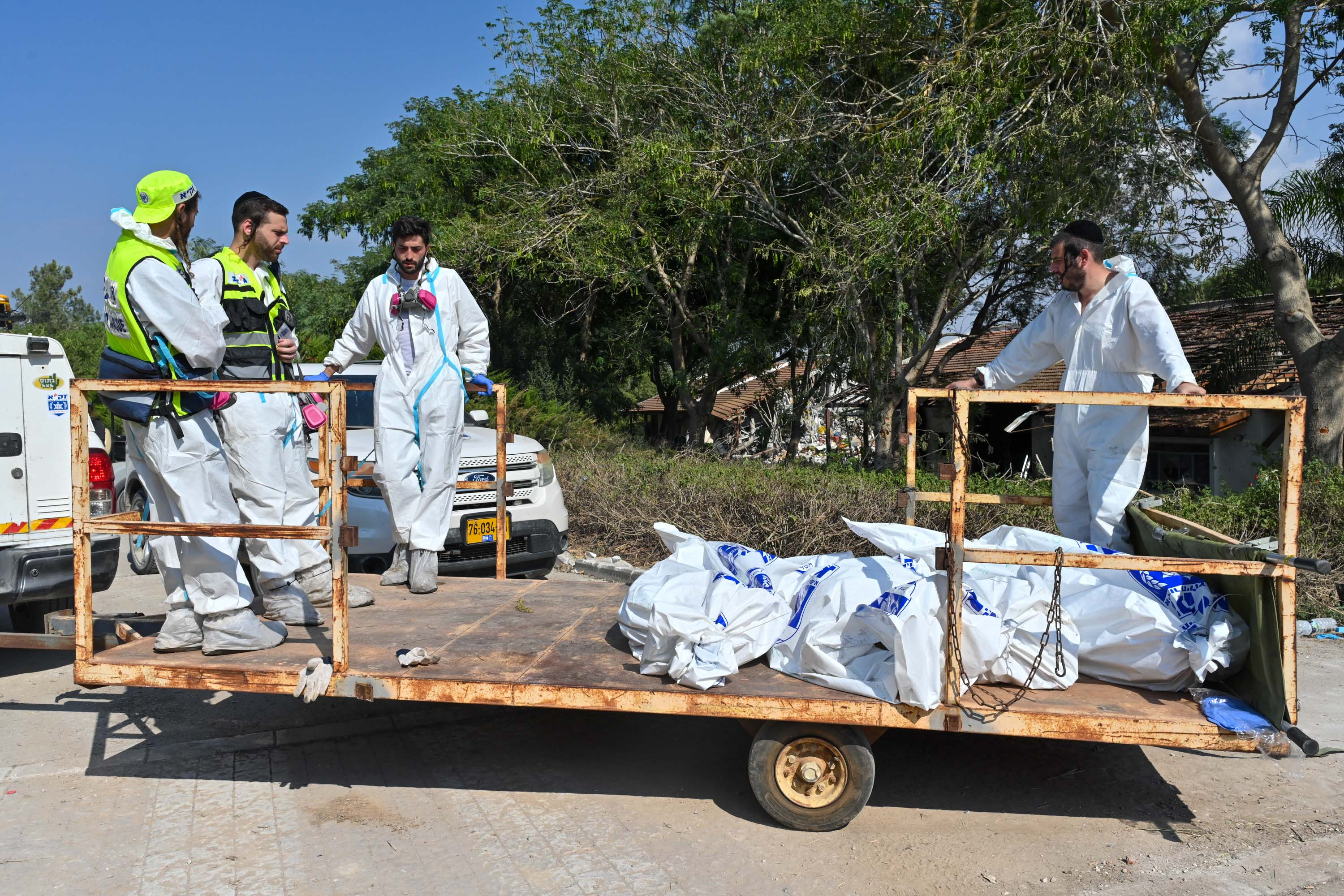
Cadáveres em Be'eri

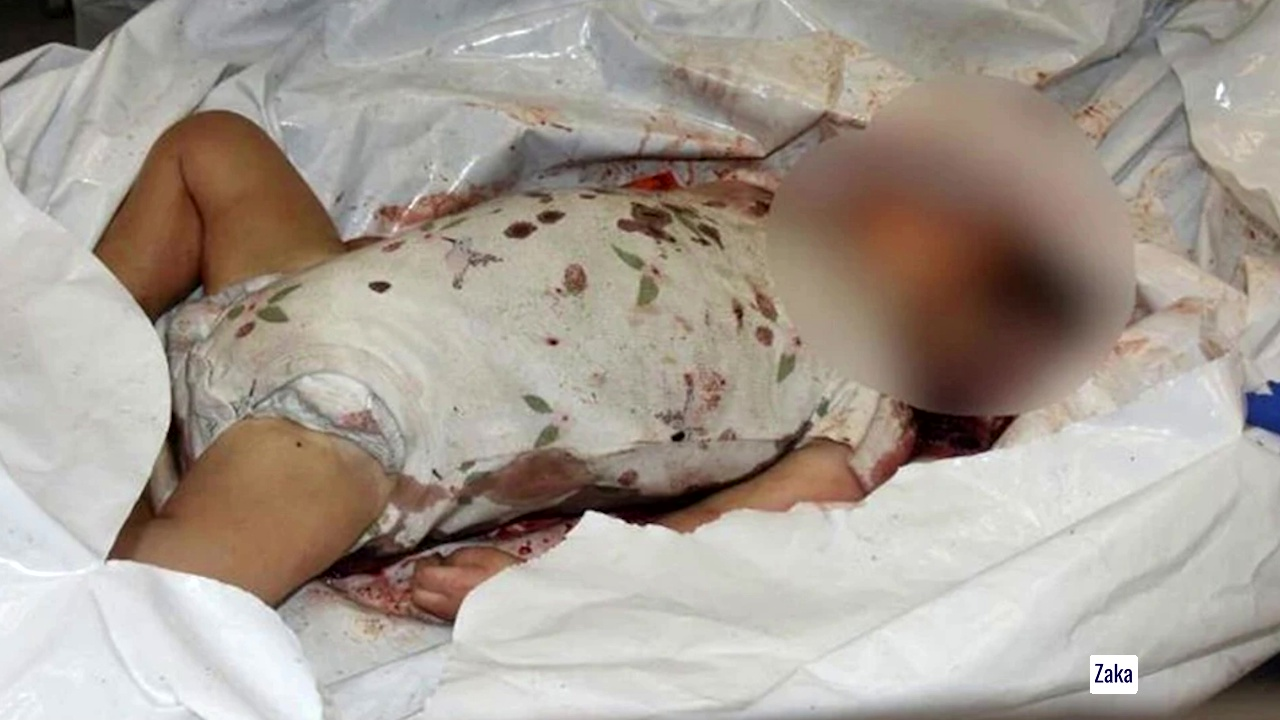
Uma criança israelense morta por homens armados palestinos durante o massacre de Kfar Aza

As forças israelenses em Kfar Aza e Be'eri relataram que encontraram corpos de vítimas mutilados. Um comandante das FDI disse a um repórter do i24 News que 40 bebês foram mortos, do que uma estimativa descreveu como pelo menos 100 vítimas civis.
De acordo com Yossi Landau, chefe regional da organização voluntária de resposta a emergências ZAKA, as táticas apresentadas foram severas em comparação com ações anteriores do Hamas, com corpos mostrando sinais de tortura e violência extrema. Num kibutz, os socorristas afirmaram que dos 280 corpos recuperados, cerca de 80% apresentavam evidências de tortura. Grupos de crianças teriam sido encontrados amarrados e queimados vivos. No festival de música, dizia-se que havia assassinatos em massa, mas menos tempo para tortura em comparação com o kibutz. Aproximadamente 70% dos corpos teriam sido baleados nas costas. Graeme Wood relatou que as imagens de vídeo recuperadas das câmeras corporais usadas pelos agressores mostraram várias vítimas que "no início da filmagem... estão vivas, [e] no final estão mortas. Às vezes, na verdade com frequência, depois após a morte, seus corpos ainda estão sendo profanados." Outros vídeos mostram agressores a disparar contra crianças, a executar homens à paisana, a atirar granadas contra abrigos civis e a decapitações.
De acordo com o Dr. Chen Kugel, chefe do Instituto Forense Abu Kabir, centenas de corpos chegaram ao instituto em um estado que estava "além do reconhecimento". Os patologistas foram obrigados a processar, entre outros, fragmentos ósseos recuperados de incêndios; um colchão de bebê encharcado de sangue; vítimas que foram amarradas e depois executadas; e duas vítimas que foram amarradas e depois incineradas vivas.
As agências de segurança israelenses divulgaram vídeos que o Times of Israel descreveu como “aparentes interrogatórios” de agressores do Hamas, nos quais os sujeitos disseram que receberam ordens de matar, decapitar, cortar membros e estuprar.

### Outras nacionalidades
Em Israel foram relatadas até o momento a morte de sete nepaleses e desaparecimento/sequestro de dezessete, segundo o embaixador do país em Israel. O governo brasileiro confirmou a morte de três cidadãos brasileiros que estavam em um festival de música em Re'im. Outros 2 brasileiros também morreram, segundo a embaixada do Brasil, em Israel e também familiares de uma das vítimas Vários americanos foram mortos e feridos e isto está sendo contabilizado pelo governo de Washington, D.C.. A TV israelense também reportou o sequestro de trabalhadores da Tailândia e das Filipinas.
| País           | Morte(s)     | Sequestrado  | Desaparecido(s) | Ref.                    |
| -------------- | ------------ | ------------ | --------------- | ----------------------- |
| Estados Unidos | 30           | Desconhecido | 13              | [ 120 ]                 |
| Tailândia      | 28           | 17           | 14              | [ 121 ] [ 122 ]         |
| Rússia         | 16           | 1            | 8               | [ 123 ]                 |
| França         | 15           | Desconhecido | 17              | [ 124 ] [ 122 ]         |
| Ucrânia        | 12           | Desconhecido | 8               | [ 125 ]                 |
| Nepal          | 10           | 17           | 1               | [ 126 ]                 |
| Argentina      | 7            | Desconhecido | 15              | [ 127 ]                 |
| Etiópia        | 7            | 0            | 0               | [ 128 ]                 |
| Brasil         | 5            | 0            | 0               | [ 129 ] [ 130 ]         |
| Chile          | 4            | 1            | 0               | [ 131 ]                 |
| Romênia        | 4            | 0            | 3               | [ 132 ]                 |
| Canadá         | 4            | Desconhecido | 2               | [ 133 ]                 |
| Áustria        | 3            | Desconhecido | 2               | [ 134 ] [ 135 ]         |
| Belarus        | 3            | Desconhecido | 1               | [ 136 ]                 |
| China          | 3            | 0            | 2               | [ 137 ]                 |
| Filipinas      | 3            | Desconhecido | 3               | [ 138 ] [ 139 ]         |
| Portugal       | 3            | 0            | 5               | [ 140 ] [ 141 ] [ 142 ] |
| Colômbia       | 2            | Desconhecido | Desconhecido    | [ 143 ]                 |
| Paraguai       | 2            | Desconhecido | 2               | [ 144 ]                 |
| África do Sul  | 2            | Desconhecido | Desconhecido    | [ 145 ]                 |
| Reino Unido    | 2            | Desconhecido | 17              | [ 146 ] [ 147 ]         |
| Austrália      | 1            | Desconhecido | Desconhecido    | [ 148 ]                 |
| Camboja        | 1            | 0            | 0               | [ 149 ]                 |
| Alemanha       | 1            | 5            | Desconhecido    | [ 150 ]                 |
| Honduras       | 1            | Desconhecido | Desconhecido    | [ 151 ]                 |
| Irlanda        | 1            | Desconhecido | Desconhecido    | [ 144 ] [ 152 ]         |
| Lituânia       | 1            | 0            | 0               | [ 153 ]                 |
| Peru           | 1            | Desconhecido | 3               | [ 154 ]                 |
| Espanha        | 1            | 0            | 0               | [ 155 ]                 |
| Sri Lanka      | 1            | Desconhecido | 2               | [ 156 ]                 |
| Suíça          | 1            | Desconhecido | Desconhecido    | [ 157 ]                 |
| Turquia        | 1            | 0            | 1               | [ 158 ]                 |
| Dinamarca      | 0            | 1            | 0               | [ 159 ] [ 160 ]         |
| México         | 0            | 2            | 0               | [ 144 ]                 |
| Itália         | Desconhecido | Desconhecido | 3               | [ 161 ] [ 162 ]         |
| Tanzânia       | Desconhecido | Desconhecido | 2               | [ 163 ]                 |

## Reações

### Internacional
Pelo menos 44 nações, a maioria ocidentais, denunciaram o Hamas e condenaram explicitamente a sua conduta como terrorismo, incluindo uma declaração conjunta dos Estados Unidos, do Reino Unido, da França, da Itália e da Alemanha.Em contraste, os países árabes e muçulmanos, incluindo o Qatar, a Arábia Saudita, o Kuwait, a Síria, o Irão e o Iraque, culparam Israel pelo ataque. Os EAU, o Bahrein e a China alteraram as suas declarações iniciais para denunciar expressamente o assassinato e o rapto de civis israelenses.

### Resposta israelense
O primeiro-ministro Benjamin Netanyahu e o ministro da Defesa Yoav Gallant conduziram avaliações de segurança na sede das Forças de Defesa de Israel (IDF) em Tel Aviv. Gallant mais tarde aprovou a mobilização de dezenas de milhares de reservistas do exército e declarou estado de emergência para áreas dentro de 80 quilômetros (50 mi) da fronteira de Gaza. Ele também disse que o Hamas “cometeu um grave erro” ao lançar o seu ataque e prometeu que “Israel vencerá”.[carece de fontes?] As IDF afirmou que os reservistas seriam destacados não só para Gaza, mas também para a Cisjordânia e ao longo das fronteiras com o Líbano e a Síria. Os residentes em áreas ao redor da Faixa de Gaza foram orientados a permanecer dentro de casa, enquanto os civis no sul e centro de Israel foram “obrigados a permanecer próximos a abrigos”. As estradas ao redor da Faixa de Gaza foram fechadas pelas FDI. As ruas de Tel Aviv também foram bloqueadas.

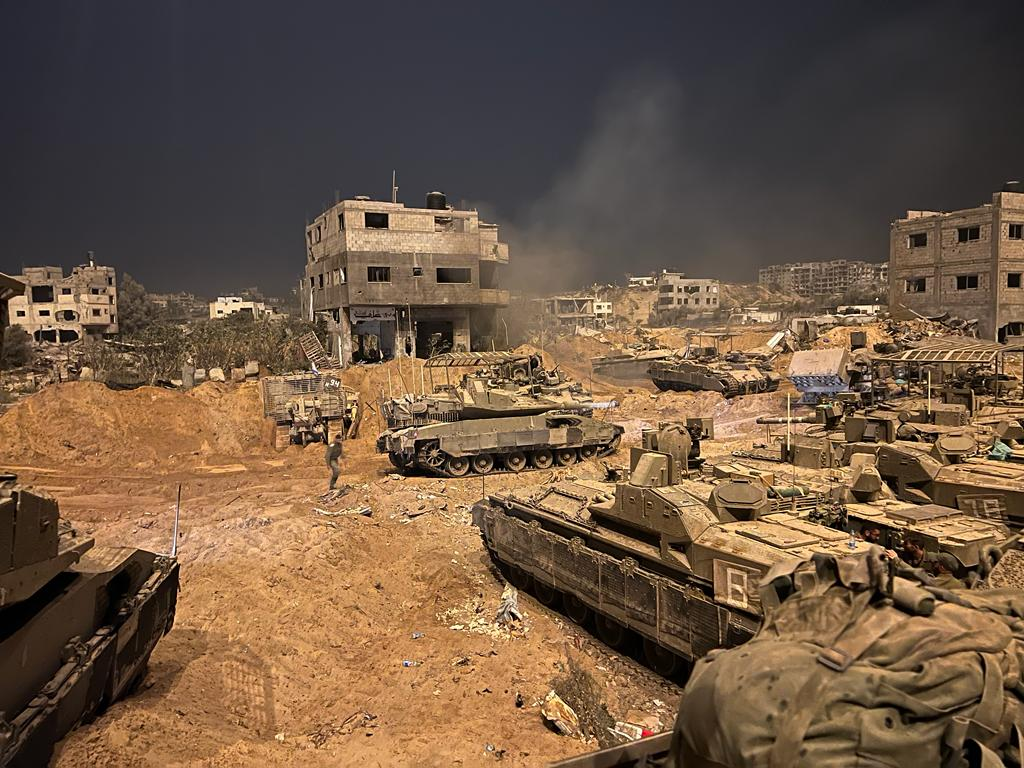
Tanques israelenses Merkava em meios às ruínas de Gaza em 1 de novembro de 2023

Após o ataque, Israel declarou um estado elevado de preparação para conflitos potenciais. As FDI declararam estado de prontidão para a guerra e Netanyahu convocou uma reunião de emergência das autoridades de segurança. As IDF também relataram o início de ações direcionadas na Faixa de Gaza sob o que chamou de Operação Espadas de Ferro (em hebraico:  מבצע חרבות ברזל) O Comissário da Polícia Israelense, Kobi Shabtai, anunciou que existia um "estado de guerra", após o que chamou de "um ataque massivo da Faixa de Gaza". Ele também anunciou o fechamento de toda a região sul de Israel ao “movimento civil”, bem como o envio da unidade antiterrorista Yamam para a área.
O presidente israelense, Isaac Herzog, disse que o país enfrenta "um momento muito difícil" e ofereceu força e incentivo às FDI, outras forças de segurança, serviços de resgate e residentes que estavam sob ataque. Numa transmissão televisiva, Netanyahu afirmou: “Estamos em guerra”. Ele também disse que as FDI reforçariam os seus destacamentos fronteiriços para dissuadir outros de 'cometerem o erro de se juntarem a esta guerra'. Num discurso posterior, ameaçou "transformar Gaza numa ilha deserta" e instou os seus residentes a "saírem agora".
Em 7 de Outubro, o Gabinete de Segurança de Israel votou a favor da realização de uma série de ações para provocar a "destruição das capacidades militares e governamentais do Hamas e da Jihad Islâmica Palestina". A Israel Electric Corporation, que fornece até 80% da eletricidade da Faixa de Gaza, cortou a energia da área. Como resultado, o fornecimento de energia de Gaza foi reduzido de 120 MW para apenas 20 MW, forçando-a a depender de centrais elétricas pagas pela Autoridade Palestina.

### Palestina
Na véspera do ataque do Hamas, na reunião de emergência em Ramallah, o presidente palestino Mahmoud Abbas disse que o povo palestino tem o direito de se defender contra o terror dos colonos e das tropas de ocupação. De acordo com a agência governamental palestina WAFA, o Presidente Abbas também ordenou ao governo e às autoridades relevantes que enviassem imediatamente todos os recursos disponíveis para aliviar o sofrimento dos palestinos na Faixa de Gaza sob uma agressão israelenses.
O líder do Hamas Khalid Meshal elogiou o ataque “engenhoso” do Hamas, referindo-se a ele como uma resistência legítima à ocupação israelense. Ele disse: “Sabemos muito bem as consequências da nossa operação de 7 de outubro”, enfatizando que as vidas palestinas devem ser sacrificadas na busca pela libertação. O Hamas negou ter matado quaisquer civis, incluindo crianças, no ataque. O anúncio oficial do Hamas referente ao evento, rejeitou a "falsidade das alegações fabricadas" promovidas por alguns meios de comunicação ocidentais, que adotam de forma não profissional a "narrativa sionista cheia de mentiras e calúnias contra o nosso povo palestino e a sua resistência, a última das quais foi a alegação de matar crianças, decapitá-las e atacar civis”.